# Сточна гара (площад в Пловдив)
Сточна гара е площад и най-натовареното кръстовище в Пловдив, поради това че е пресична точка на основните пътни потоци от север на юг и от изток на запад.

## Пътища
Съставните пътища са сред големите пловдивски булеварди – булевард „Христо Ботев“, булевард „Цар Борис III – Обединител“ и булевард „Найчо Цанов“.

## История
През 1887 г. в района на днешното кръстовище „Сточна гара“ на 125 декара пустееща земя е изграден разсадник от пловдивския градинар Шевалас. Освен че е снабдявал с храсти и декоративни дървета новооснованите паркове в България, разсадникът, наречен „Пепиниера“, е станал място за отдих и забава на пловдивчани. През 1891 г. градината официално е наречена „Шеваласов разсадник“. През 1911 г. поради липса на средства разсадникът е изоставен, земята е продадена и на неговата територия са построени тютюневи складове.
Първоначално потокът от центъра по бул. „Граф Игнатиев“ в посока Станимака се е отклонявал по улица „Цар Асен“ преди булевардът да достигне до булевард „Христо Ботев“. По-късно с построяване на товарната гара улиците около гарата са павирани. До булевард „Христо Ботев“ пред гарата, освен бул. „Граф Игнатиев“ достигат също и улиците „Богомил“ (идваща от площад „Борислав“) и „Царица Елеонора“ (днес ул. „Кръстю Пастухов“) от север и улица „Найчо Цанов“ от юг. Така се формира малък площад.
През 1950-те години, на кръстовището пред гарата от двете страни на бул. „Граф Игнатиев“, наречен вече „Георги Димитров“, са построени две сгради в архитектурен стил „сталински барок“, с което се затваря достъпа на улиците „Богомил“ и „Царица Елеонора“ (тогава носеща името на генерал Васил Марков) до къстовището и се формира площадът в днешния си вид. След прокопаване на тунела, основният трафик север-юг преминава през кръстовището. През там минават и почти всички тролейбусни линии през втората половина на XX век.
В края на 1990-те при построяване надлез „Родопи“, улица „Найчо Цанов“ е разширена и става булевард и част от трафика на юг минава по него. През 2007 г. Товарна гара Пловдив е продадена и железопътните коловизи демонтирани. През 2012 г. е обсъждана идеята за изграждане на кръстовище на две нива – с естакада и кръгово движение на основното ниво, но не се стига до реализация.
Южноафриканският фонд NEPI Rockcastle, собственик на терена на Сточна гара, планира изграждане на търговския център „Promenada Plovdiv“ върху терена на гарата. През 2018 г. фондът изразява готовност на част от терена на гарата да се изградят две кръгови движения, с които ще се облекчи трафика на кръсточището. Едното с две ленти и радиус 17 метра при ул. „Авксентий Велешки“ и другото на кърстовището пред Сточна гара с три ленти в кръга и външен радиуси 23,5 метра. Компанията дарява безвъзмездно земята си на общината за изграждането на новата пътна инфраструктура, която ще улесни достъпа до търговския център.

## Забележителности
В пресечките до кръстовището се намират:
- Тютюнев град
- Ректората на Пловдивския университет
- Източнокатолически храм „Възнесение Господне“